# عصام حجاوي
عصام حجاوي (1967 -) هو منتج أفلام ودراما أردني.

## مسيرته
قدم عصام حجاوي مجموعة من الأفلام القصيرة والمسلسلات التي نقلت البيئة الأردنية لمحيطها العربي منها أعمال مثل حنايا الغيث والدمعة الحمراء، درس حجاوي الفنون المسرحية في جامعة عمان الأهلية، تم انتخابه في 2022 رئيسًا لاتحاد المنتجين الأردنيين للاعلام، بعد فوزه على المنتج الاردني عبدالله الصفدي، وقدم الحجاوي شخصًا ومؤسسة العديد من الأعمال الفنية: مسلسلات وأفلام ساهمت كثيرًا في نقل البيئة الأردنية ، والبدوية منها خاصة إلي جمهور الوطن العربي، مثل مسلسل" رياح السموم" ومسلسل" جلمود الصحاري" وفيلم" حكاية شرقية" ومسلسل" لعبة الأنتقام" وبعض البرامج ومسلسلات الأطفال، وقد حازت بعض أعماله الإنتاجية علي العديد من الجوائز وتم عرض بعضها في العديد من المهرجانات الفنية. اعلن الحجاوي في شهر يونيو 2023م اعتزاله النهائي لمهنة الإنتاج التلفزيوني والسينمائي، وتسليم مهام إدارة مؤسسة الحجاوي للإنتاج التلفزيوني والسينمائي لأبنائه: عدي وعناد حجاوي.
ورئيس 'اتحاد المنتجين الأردنيين للإعلام، ومدير مؤسسة الحجاوي للإنتاج التلفزيوني والسينمائي.

## الإنتاج الفني
قدم المنتج عصام حجاوي العديد من الأعمال الفنية، والتي بلغت أكثر من 70 عملاً فنيًا، ما بين الإنتاج وإدارته وتنفيذه في التلفزيون والسينما، والتأليف أحيانًا، ونذكر من هذه الأعمال:
- 2023م- إنسانيات، مسلسل، منتج.
- 2023م- هام وشاهة، مسلسل، منتج
- 2022م- ذياب هباب الريح، مسلسل، إدارة إنتاج
- 2021م- بلاقي عندك شغل، مسلسل، منتج
- 2021م- جلمود الصحاري، مسلسل. منتج
- 2021م- كرم العلالي، مسلسل، منتج.
- 2021م- لعبة الأنتقام، مسلسل، منتج.
- 2020م- الخوابي، مسلسل، منتج.
- 2020م- رياح السموم، مسلسل، منتج.
- 2019م- صبر العذوب، مسلسل، منتج
- 2018م- شئ من الماضي، مسلسل، منتج.
- 2018م- نوف، مسلسل. منتج
- 2017م- العقاب والعفرا، مسلسل، منتج.
- 2016م- الدمعة الحمراء، مسلسل، منتج منفذ.
- 2015م- حنايا الغيث، مسلسل، منتج.
- 2014م- رعود المزن، مسلسل، منتج منفذ.
- 2011م- وين ما طقها عوجة، مسلسل، منتج.
- 2008م- من نبع الحياة، مسلسل، منتج.
- 2008م- ومضة، برنامج، منتج.
- 2007م- سكتشات، مسلسل، منتج.
- 2007م- فارس الصحراء/ جرح الرمال، مسلسل، منتج.
- 2005م- الرغبة في السقوط، فيلم، منتج منفذ.
- 2005م- صراخ الدفاتر العتيقة، سهرة تلفزيونية، منتج منفذ
- 2004م- الطوفان، مسلسل، منتج منفذ.
- 2004م- الفرار إلي البحر، فيلم، منتج منفذ.
- 2004م- العدول، مسلسل، منتج منفذ.
- 2004م- ليل أبيض، مسلسل، منتج
- 2002م- بقايا رماد، مسلسل، منتج منفذ.
- 2001م- أمواج الحلم والأنتظار، مسلسل، منتج منفذ.
- 2000م- هذا قراري، مسلسل، منتج منفذ.
- 1995م- سهى، فيلم، منتج ومؤلف
- 1995م- مرايا الحب، مسلسل، منتج منفذ.
- 1993م- دائرة الجنون، مسلسل، منتج منفذ.
- أشياء صغيرة، مسلسل، منتج.
- الخصال الثلاثة، مسلسل، منتج
- الصعود إلي الهاوية، مسلسل، منتج منفذ
- رجل ضد هذا الزمان، مسلسل، إدارة إنتاج
- عائلة أو أيمن، مسلسل، منتج
- قلوب في دوامة، مسلسل، منتج منفذ.
- قلوب لا تعرف الرحمة، فيلم، منتج.
- لا وقت للحب، مسلسل، منتج منفذ.
- وجهان، مسلسل، منتج
- حكاية شرقية، فيلم من إخراج نجدت إسماعيل أنزور.
- كشكول بتول، مسلسل أطفال، انتاج مشترك مع المنتج محمد الضمور.
- حكاية لونا، مسلسل، (لم يتم عرضه بعد ، ومن المقرر عرضه في رمضان 2024م)[6]
- الشراكسة، فيلم من إخراج المخرج العالمي محي الدين قندور.